# 鮑威號驅逐艦 (DD-839)
鮑威號驅逐艦（USS Power DD-839）是美國海軍的一艘基靈級驅逐艦。

## 命名
艦名取自二次大戰中在馬紹爾群島瓜加林戰役中英勇殉職並獲追贈最高榮譽榮譽勳章的美國海軍陸戰隊中尉約翰·文森·鮑威（John V. Power）。

## 下水與服役
1945年2月26日開工，6月30日由鮑威中尉的母親擲瓶下水，9月13日於波士頓成軍服役。

## 服役生涯
在古巴的美國關塔那摩灣海軍基地測試以後，鮑威號於1946年1月9日開赴地中海。六個月後鮑威號返回美國東岸，以後巡弋於西大西洋及加勒比海。1948年鮑威號再度開赴地中海，應聯合國仲裁委員會指示巡邏巴勒斯坦海岸。
在五零年代初，鮑威號與英國皇家海軍一起訪問北歐港口，後又赴地中海參與第六艦隊。1952年夏，鮑威號巡航南美洲，後又回美國東岸進行後備部隊，軍官學校學生及艦隊訓練。
1958年鮑威號參與第六艦隊於地中海協助黎巴嫩危機的處理。於返回美國東岸後，鮑威號參與水星計劃第一次發射。從1960年11月至1962年1月，鮑威號進行舰队重整与现代化（Fleet Rehabilitation and Modernization, FRAM I）性能升級。
1962年9月鮑威號再赴地中海，1963年間與中東部隊一起服役。1963年末至1964年鮑威號在佛羅里達州東海岸參與北極星潛射飛彈試射，其後又赴地中海。1965年末，鮑威號在美國東海岸演習後，參與雙子星座計劃6與7號的回收。 
在1966年及1967年間，鮑威號又赴地中海參與第六艦隊與中東部隊。1968年8月鮑威號穿過巴拿馬運河加入駐紮太平洋的第七艦隊。1968年9月26日鮑威號為越戰於南越海岸提供火力支援以及執行搜救任務。1969年7月9日鮑威號返回母港佛羅里達州五月港海軍基地。
在1970年及1971年間，鮑威號訪問了南美洲、非洲、波斯灣。1972年末至1973年，鮑威號又回到地中海，訪問了法國、希臘、土耳其等國的港口。
1973年9月2日，鮑威號離開佛羅里達州五月港母港，開往紐約市的休樂堡並加入美國海軍後備部隊。1974年，鮑威號耗資美金550萬元進行翻修。

## 性能升級

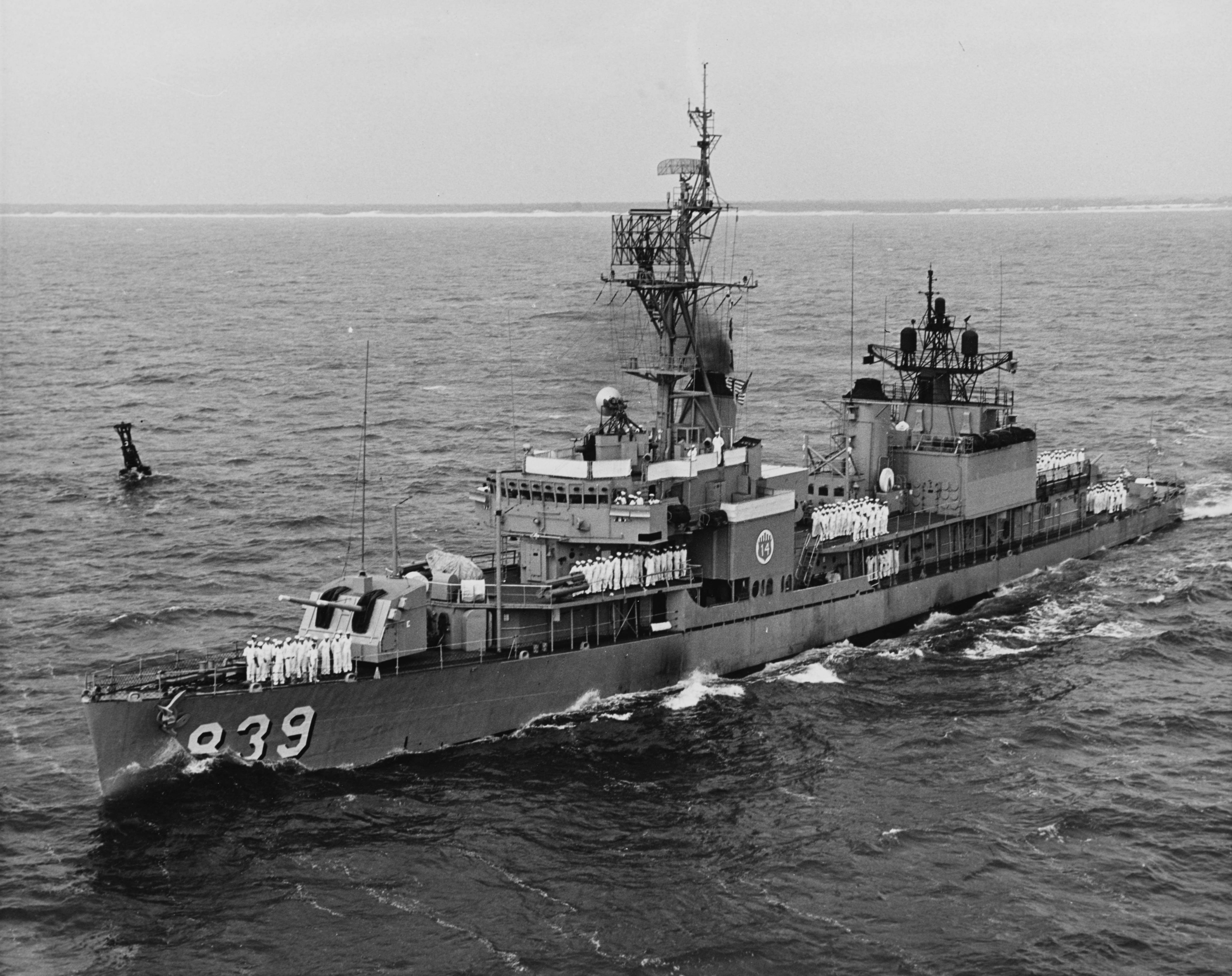
性能升級後的鮑威號驅逐艦，攝於1966年6月21日

1960年11月至1962年1月進行艦隊現代化（FRAM I）性能升級，裝設武器射射控系統、新型SQS-23聲納，及SPS-10水面搜索雷達；除去艦尾五寸炮，增設直升機甲板機庫以容納可發射兩枚魚雷的搖控無人反潛直升機，加裝兩座Mk 32型水面船艦魚雷管；除去兩煙囱間的21寸魚雷發射管，裝設反潛火箭發射器。

## 除役
本艦於1977年9月除役，10月1日以剩餘軍品價格售予給中華民國海軍，改编为瀋陽號驅逐艦。